# L'Impétueux (P629)
Pour les autres navires du même nom, voir L'Impétueux.
L'Impétueux (P 629) est un patrouilleur de classe PC-461 de la Marine nationale française. Construit comme chasseur de sous-marin par les Américains pendant la Seconde Guerre mondiale, il est prêté à la France dans le cadre du programme Lend-Lease.

## Histoire
Le chasseur de sous-marin PC-1139 entre en service le 18 novembre 1943. Kirk Douglas servira notamment à son bord comme officier de communications jusqu'en février 1944. Le patrouilleur est retiré du service le 23 juillet 1946 puis cédé à la France le 28 septembre 1950 et renommé L'Impétueux avec le numéro de coque P629.
Il appartenait à la 7e flottille des escorteurs et patrouilleurs d'Indochine sud[réf. nécessaire]. Il était basé à Saïgon (période 1951-1953)[réf. nécessaire].
L'Impétueux est transféré au Cambodge en 1954 puis retourné à l'US Navy en 1956